# Windward Islands Tournament
Il Windward Islands Tournament, noto anche come Campionato delle Windward Islands, è una competizione calcistica regionale che coinvolge le selezioni nazionali di Saint Lucia, Grenada, Dominica e Saint Vincent e Grenadine, quattro delle isole delle Piccole Antille conosciute come Windward Islands. Il torneo è stato giocato per la prima volta nel 1947.
La competizione era organizzata dalla Caribbean Football Union (CFU) e aveva lo scopo di promuovere il calcio nelle Windward Islands, offrendo alle squadre nazionali l'opportunità di confrontarsi tra loro. Era anche un'occasione per le comunità locali di sostenere e celebrare il calcio delle rispettive isole.
Durante il torneo del 2001, le quattro selezioni delle Windward Islands si sono affrontate in una serie di partite per determinare la squadra vincitrice. Le partite si sono svolte in un formato di girone all'italiana o con un sistema a eliminazione diretta, a seconda del formato specifico del torneo di quell'anno.
La competizione ha offerto una piattaforma per i giocatori locali delle Windward Islands per mettersi alla prova e dimostrare il proprio talento nel calcio internazionale. Inoltre, ha contribuito a promuovere la rivalità sana e lo spirito sportivo tra le isole partecipanti.